# Pascal Roller
Pascal Roller (nacido el 20 de noviembre de 1976 (48 años) en Heidelberg, Alemania)  es un exjugador de baloncesto alemán. Con 1.80 de estatura, jugaba en la posición de base. 

## Equipos
- Friburgo  (1996-1999)
- Skyliners Frankfurt  (1999-2006)
- Pallacanestro Biella (2006-2007)
- Skyliners Frankfurt (2007-2011)